# Wang Xiyu
Ne pas confondre avec Wang Xinyu, Wang Qiang, Wang Yafan, également joueuses de tennis.
Pour les articles homonymes, voir Wang.
Dans ce nom chinois, le nom de famille, Wang, précède le nom personnel.
Wang Xiyu (en chinois : 王曦雨), née le 28 mars 2001 à Wuxi, est une joueuse de tennis chinoise.

## Carrière

### 2017-2021: circuit junior et début de carrière professionnelle
Sur le circuit professionnel, Wang Xiyu bat en octobre 2017 Danka Kovinić au premier tour du tournoi WTA 250 de Tianjin.
En 2018, elle remporte ses deux premiers tournois ITF à Nonthaburi et Tsukuba. Dans le tournoi juniors de Wimbledon 2018, elle est semi-finaliste en simple et vainqueur en double, avec Wang Xinyu. Elle remporte le tournoi juniors de l'US Open la même année, en battant en finale la Française Clara Burel. Toujours en 2018, issue des qualifications du tournoi WTA de Wuhan, elle passe le premier tour, puis manque quatre balles de match au second contre la no 13 mondiale Daria Kasatkina. Lors des Jeux olympiques de la jeunesse de 2018, elle remporte une médaille de bronze en double avec sa compatriote Wang Xinyu.
En 2019, elle s'impose au tournoi WTA 125 de La Bisbal.
En 2020, elle parvient en quart de finale du tournoi WTA de Hua Hin.

### 2022: première finale WTA, entrée dans leTop 50
Après des échecs dans les premiers tournois de l'année 2022, elle passe un tour lors de l'Open d'Australie, éliminée par Barbora Krejčíková. Elle enchaîne avec des tournois sur le circuit secondaire, où elle obtient de bons résultats. Elle accède à trois finales d'affilée : Palm Harbor, Charlottesville, Charleston 2. Elle parvient aussi en demi-finale à Bonita Springs.
Il lui faut attendre Valence en catégorie WTA 125 avant de créer la surprise. Elle arrive en finale en battant au premier tour la 7e tête de série Ana Bogdan (6-1, 7-5), puis successivement Rebeka Masarova (4-6, 7-5, 7-5), Viktoriya Tomova (2-6, 6-2, 7-6) et Mirjam Björklund (6-3, 6-4). Elle participe ainsi à sa première finale face à sa compatriote Zheng Qinwen, contre qui elle échoue en trois sets (6-3, 4-6, 7-5).
À Budapest, elle élimine la tête de série no 1 Barbora Krejčíková au premier tour (6-1, 7-6), puis Ana Bogdan sur un double 7-6. Elle perd au tour suivant face à Aleksandra Krunić, qui l'élimine sur un score sans appel (6-0, 6-1).
Après quelques résultats, elle refait parler d'elle début août, au tournoi de Washington. Elle échoue au second tour des qualifications face à Louisa Chirico, mais elle est repêchée et effectue alors un bon parcours. Elle élimine Tatjana Maria au premier tour (6-2, 7-5), puis Donna Vekić (4-6, 7-5, 6-1), mais surtout, en quart de finale, l'ancienne numéro 1 et tête de série numéro 4, Victoria Azarenka qu'elle bat sur un score sévère de 6-1, 6-3. Elle se retrouve alors en demi-finale où elle perd face à Liudmila Samsonova sur un double 6-1. Grâce à ce parcours, elle passe de la 95e à la 76e place.
Elle fait sensation à l'US Open, éliminant au premier tour Diane Parry (5-7, 6-3, 6-3) puis, alors qu'elle est classée 75e mondiale, la numéro 3 mondiale et demi-finaliste l'année précédente, la Grecque María Sákkari (3-6, 7-5, 7-5). Au troisième tour, elle perd face à l'Américaine Alison Riske-Amritraj. Elle monte alors à la 60e place.
Elle entre dans le Top 50 (50e) le 28 novembre.

### 2023: victoire à Guangzhou
Malgré un abandon à Aukland face à Karolína Muchová, elle obtient son meilleur classement le 16 janvier 2023 : 49e. Elle enchaîne les défaites : dès le premier tour de l'Open d'Australie, battue par Karolína Plíšková, puis à Hua Hin, devant sa compatriote Zhu Lin, future lauréate du tournoi.
Elle passe un tour à  Mérida, à Indian Wells et à Miami.
Retombée à la 65e place mondiale, elle obtient de meilleurs résultats à Madrid. Elle élimine coup sur coup Varvara Gracheva (6-7, 6-3, 6-4), puis la tête de série no 23 Bianca Andreescu (3-6, 7-6, 6-2), avant d'échouer face à Barbora Krejčíková, 11e tête de série (6-4, 6-1). Elle se rend à Rome, où elle passe trois tours en éliminant notamment la tête de série no 31 Irina-Camelia Begu (6-4, 7-5) et Taylor Townsend (6-2, 0-6, 7-5). Elle est finalement sortie en 1/8 de finale par sa compatriote Zheng Qinwen (4-6, 6-3, 1-6).
Elle dispute le tournoi de Guangzhou fin septembre dans son pays natal. Après s'être débarrassée de Nadia Podoroska (6-3, 6-3), de la jeune Russe Diana Shnaider (6-4, 7-5) et de la repêchée Viktória Hrunčáková (6-4, 4-6, 6-3), elle s'impose en demi-finale contre Greet Minnen (6-3, 6-4) pour jouer sa première finale WTA en simple. Opposée à Magda Linette, tête de série numéro une et demi-finaliste en début d'année à l'Open d'Australie, elle ne fait qu'une bouchée de son adversaire (6-0, 6-2) et remporte son premier titre en simple en WTA 250.

### 2024: finale à Austin
À Auckland, elle obtient de bons résultats. En simple, elle arrive jusqu'en demi-finale en éliminant tour à tour Jaqueline Cristian (6-1 5-7 7-6), Wang Xinyu (6-3 3-6 7-6) et Diane Parry en quart de finale (6-7 6-3 6-4). Elle tombe en demi-finale face à Elina Svitolina (6-2 4-6 3-6).
Emma Navarro l'élimine à l'Open d'Australie en simple.
Il lui faut attendre ensuite Austin pour passer de nouveau un premier tour. Elle est alors tête de série no 6 et élimine Nadia Podoroska au premier tour (7-5 6-4) puis  Darja Semenistaja sur un score sévère (6-1 6-2), avant de profiter de l'abandon de Danielle Collins. En demi-finale de Tournoi de tennis d'Austin (WTA 2024), elle vient à bout de Anhelina Kalinina (6-4 7-6) et se retrouve en finale face à sa compatriote Yuan Yue, contre laquelle elle s'incline pour le titre.

### 2025: sortie du top 100
Elle ne passe qu'un tour lors de l'Open d'Australie. En mars, elle se classe 119e mondiale.

## Palmarès

### Titre en simple dames
| No | Date       | Nom et lieu du tournoi                         | Catégorie | Dotation  | Surface    | Finaliste     | Score    |          |
| -- | ---------- | ---------------------------------------------- | --------- | --------- | ---------- | ------------- | -------- | -------- |
| 1  | 18-09-2023 | Galaxy Holding Group Guangzhou Open, Guangzhou | WTA 250   | 259 303 $ | Dur (ext.) | Magda Linette | 6-0, 6-2 | Parcours |

### Finale en simple dames
| No | Date       | Nom et lieu du tournoi | Catégorie | Dotation  | Surface    | Vainqueure | Score     |          |
| -- | ---------- | ---------------------- | --------- | --------- | ---------- | ---------- | --------- | -------- |
| 1  | 26-02-2024 | ATX Open, Austin       | WTA 250   | 267 082 $ | Dur (ext.) | Yuan Yue   | 6-4, 7-64 | Parcours |

### Finale en simple en WTA 125
| No | Date       | Nom et lieu du tournoi           | Catégorie | Dotation  | Surface      | Vainqueure   | Score         |          |
| -- | ---------- | -------------------------------- | --------- | --------- | ------------ | ------------ | ------------- | -------- |
| 1  | 06-06-2022 | BBVA Open Internacional, Valence | WTA 125   | 115 000 $ | Terre (ext.) | Zheng Qinwen | 6-4, 4-6, 6-3 | Parcours |

## Parcours en Grand Chelem

### En simple dames
| Année | Open d'Australie | Open d'Australie   | Internationaux de France | Internationaux de France | Wimbledon       | Wimbledon              | US Open         | US Open          |
| ----- | ---------------- | ------------------ | ------------------------ | ------------------------ | --------------- | ---------------------- | --------------- | ---------------- |
| 2019  | Q2               | Tereza Martincová  | Q2                       | Katie Swan               | Q2              | Giulia Gatto-Monticone | 1er tour (1/64) | Kirsten Flipkens |
| 2020  | Q3               | Anna Kalinskaya    | —                        | —                        | —               | —                      | —               | —                |
| 2021  | —                | —                  | 1er tour (1/64)          | Danielle Collins         | Q2              | Nuria Párrizas Díaz    | —               | —                |
| 2022  | 2e tour (1/32)   | Barbora Krejčíková | Q2                       | Laura Siegemund          | 1er tour (1/64) | Jule Niemeier          | 3e tour (1/16)  | Alison Riske     |
| 2023  | 1er tour (1/64)  | Karolína Plíšková  | 1er tour (1/64)          | Caroline Garcia          | 1er tour (1/64) | Mirra Andreeva         | 2e tour (1/32)  | Bernarda Pera    |
| 2024  | 1er tour (1/64)  | Emma Navarro       | 2e tour (1/32)           | Leylah Fernandez         | 1er tour (1/64) | Donna Vekić            | 1er tour (1/64) | Diane Parry      |
| 2025  | 2e tour (1/32)   | Emma Navarro       | Q3                       | Solana Sierra            | Q2              | Raluca Șerban          | —               | —                |

N.B. : à droite du résultat se trouve le nom de l'ultime adversaire.

### En double dames
| Année | Open d'Australie                                                                   | Open d'Australie                                                | Internationaux de France                                                        | Internationaux de France                                                            | Wimbledon                                                                               | Wimbledon | US Open | US Open |
| ----- | ---------------------------------------------------------------------------------- | --------------------------------------------------------------- | ------------------------------------------------------------------------------- | ----------------------------------------------------------------------------------- | --------------------------------------------------------------------------------------- | --------- | ------- | ------- |
| 2022  | —                                                                                  | —                                                               | —                                                                               | —                                                                                   | 1er tour (1/32) Zheng Q. \|\| style="text-align:left;" \| S. Aoyama Chan H.-c.          | —         | —       |         |
| 2023  | 1er tour (1/32) M. Linette \|\| style="text-align:left;" \| S. Aoyama E. Shibahara | —                                                               | —                                                                               | 1er tour (1/32) L. Nosková \|\| style="text-align:left;" \| M. Bouzková S. Sorribes | 1er tour (1/32) J. Paolini \|\| style="text-align:left;" \| V. Kudermetova L. Samsonova |           |         |         |
| 2024  | 2e tour (1/16) L. Nosková \|\| style="text-align:left;" \| Wu F.-h. Zhu L.         | 2e tour (1/16) Yuan Y. \|\| style="text-align:left;" \| Forfait | 1er tour (1/32) Zhu L. \|\| style="text-align:left;" \| E. Appleton L. Miyazaki | 1er tour (1/32) L. Sun \|\| style="text-align:left;" \| T. Mihalíková O. Nicholls   |                                                                                         |           |         |         |
| 2025  | 1er tour (1/32) Y. Putintseva \|\| style="text-align:left;" \| Wang Xn. Zheng S.   |                                                                 |                                                                                 |                                                                                     |                                                                                         |           |         |         |

N.B. : le nom de la partenaire se trouve sous le résultat ; les noms des ultimes adversaires se trouvent à droite.

## Parcours en «Premier» et WTA 1000
Les tournois WTA « Premier Mandatory » et « Premier 5 » (entre 2009 et 2020) et WTA 1000 (à partir de 2021) constituent les catégories d'épreuves les plus prestigieuses, après les quatre levées du Grand Chelem. 

De 2009 à 2023, les tournois Premier Mandatory (dits tournois WTA 1000 obligatoires entre 2021 et 2023) regroupent Indian Wells, Miami, Madrid et Pékin, les autres constituant les tournois Premier 5 (tournois WTA 1000 non-obligatoires). À partir de 2024, le nombre de tournois WTA 1000 passe à 10 par saison (fin de l’alternance Doha / Dubaï), ces derniers devenant tous obligatoires et offrant tous 1000 points à la vainqueure (contre 900 points précédemment pour les tournois Premier 5).

### En simple dames
| Année |       |                |                              |                            |                              |                              |                             |                               |                           |                              |  |                             |
| Doha  | Dubaï | Indian Wells   | Miami                        | Madrid                     | Rome                         | Canada                       | Cincinnati                  | Pékin                         |                           | Wuhan                        |  |                             |
| Doha  | Dubaï | Indian Wells   | Miami                        | Madrid                     | Rome                         | Canada                       | Cincinnati                  | Pékin                         | Guadalajara               |                              |  |                             |
| Doha  | Dubaï | Indian Wells   | Miami                        | Madrid                     | Rome                         | Canada                       | Cincinnati                  | Pékin                         |                           |                              |  |                             |
| 2018  |       |                | Hors catégorie               |                            |                              |                              |                             |                               |                           |                              |  | 2e tour (1/16) D. Kasatkina |
| 2019  |       | Hors catégorie |                              |                            | 2e tour (1/32) K. Bertens    |                              |                             | 1er tour (1/32) S. Kuznetsova |                           | 1er tour (1/32) K. Siniaková |  | 1er tour (1/32) B. Strýcová |
|       |       |                |                              |                            |                              |                              |                             |                               |                           |                              |  |                             |
| 2021  |       | Hors catégorie |                              |                            | 1er tour (1/64) J. Ostapenko |                              |                             |                               |                           | Annulé                       |  | Annulé                      |
|       |       |                |                              |                            |                              |                              |                             |                               |                           |                              |  |                             |
| 2023  |       | Hors catégorie |                              | 2e tour (1/32) A. Potapova | 2e tour (1/32) P. Martić     | 3e tour (1/16) B. Krejčíková | 4e tour (1/8) Zheng Q.      |                               | 1er tour (1/32) M. Sherif | 1er tour (1/32) P. Kvitová   |  |                             |
| 2024  |       |                | 1er tour (1/32) J. Ostapenko | 1er tour (1/64) C. Burel   | 2e tour (1/32) A. Kalinskaya | 2e tour (1/32) I. Świątek    | 1er tour (1/64) A. Potapova |                               |                           | 1er tour (1/64) V. Golubic   |  | 1er tour (1/32) M. Andreeva |

Sous le résultat, l’ultime adversaire.
1. 1 2   Les tournois de Doha et Dubaï alternent le statut de tournoi WTA 1000 (ex Premier 5) entre 2009 et 2023 : les trois premières éditions ont lieu à Dubaï, les trois suivantes à Doha, puis Dubaï accueille le tournoi de cette catégorie les années impaires et Dubaï les années paires. De 2011 à 2023, la ville qui n’accueille pas de WTA 1000 organise à la place un tournoi WTA 500 (ex Premier).
2. 1 2 3 4 5 6 7   L’ordre de déroulement des tournois a évolué depuis 2009 : Rome se dispute avant Madrid et Cincinnati avant Montréal/Toronto jusqu’en 2010, tandis que Tokyo/Wuhan/Guadalajara ont lieu avant Pékin jusqu’en 2023.
3. 1 2  Du fait de la pandémie de Covid-19, les tournois d’Indian Wells, de Miami, de Madrid, du Canada, de Wuhan et de Pékin sont annulés en 2020. Ces deux derniers le sont également en 2021. Pour des raisons d’organisation, le tournoi de Cincinnati 2020 a exceptionnellement lieu à Flushing Meadows à New York.

## Parcours aux Jeux olympiques

### En simple dames
| # | Date       | Nom de l'olympiade         | Surface             | Résultat       | Ultime adversaire | Score    |          |
| - | ---------- | -------------------------- | ------------------- | -------------- | ----------------- | -------- | -------- |
| 1 | 27/07/2024 | Olympic Tennis Event Paris | Terre battue (ext.) | 1/8e de finale | Iga Świątek       | 6-3, 6-4 | Parcours |

## Records et statistiques

### Victoires sur le top 10
Toutes ses victoires sur des joueuses classées dans le top 10 de la WTA lors de la rencontre.
| Légende         |
| Grand Chelem    |
| Jeux olympiques |
| Masters         |
| WTA 1000        |
| Elite Trophy    |
| WTA 500         |
| WTA 250         |
| Fed Cup         |

| # |       |  | Tournoi | Année | Surface |  | Adversaire    | Rang | Tour | Score         | Tableau |
| - | ----- |  | ------- | ----- | ------- |  | ------------- | ---- | ---- | ------------- | ------- |
| 1 | no 75 |  | US Open | 2022  | Dur     |  | María Sákkari | no 3 | 1/32 | 3-6, 7-5, 7-5 | Tableau |

## Classements WTA en fin de saison
| Année          | 2017 | 2018 | 2019 | 2020 | 2021 | 2022 | 2023 | 2024 |
| Rang en simple | 592  | 200  | 142  | 123  | 128  | 50   | 72   | 102  |
| Rang en double | 564  | 309  | 456  | 591  | 510  | 655  | 226  | 90   |

Source : (en) Classements de Wang Xiyu sur le site officiel de la Fédération internationale de tennis